# Gabriel Lippmann
Gabriel Lippmann (Bonnevoie, Luksemburg, 16. kolovoza 1845. – na putovanju morem, 13. srpnja 1921.), francuski fizičar luksemburškoga podrijetla. Doktorirao (1875.) na Sveučilištu u Parizu (Sorbona), gdje je bio kasnije i profesor (od 1878. do 1921.). Bavio se teorijom elektriciteta; objasnio načelo o očuvanju elektriciteta, predvidio obrnuti (inverzni) piezoelektrični učinak, proučavao elektrolite i drugo. Otkrio je da površinska napetost žive ovisi o jakosti (intenzitetu) električnog polja i to mu je omogućilo da konstruira iznimno osjetljiv kapilarni elektrometar (Lippmannov elektrometar) kojim je mogao mjeriti električni napon od 0,001 V. S pomoću interferencije izumio je prvi zadovoljavajući postupak za dobivanje fotografije u boji (1891.), za što je 1908. dobio Nobelovu nagradu za fiziku. Član francuske Akademije znanosti od 1886.

## Doprinosi

### Lippmannov učinak
Piezoelektrični efekt ili piezoelektrični učinak je pojava električnog naboja na plohama nekih kristala (na primjer kremena, turmalina) ili keramičkih masa (na primjer barijeva titanata) pri mehaničkom stlačivanju ili rastezanju. Tu su pojavu otkrili (1880.) i proučili francuski fizičari i braća Jackues i Pierre Curie, te ustanovili da postoji i obrnuta pojava, to jest da se neki kristali pod djelovanjem električnoga polja stežu ili rastežu (poslije nazvana Lippmannov efekt ili Lippmannov učinak, po Gabrielu Lippmannu). Primjenjuje se u mikrofonima i raznim drugim uređajima u kojma je potrebno izazvati i izmjeriti vrlo male pomake.

### Lippmannov elektrometar
Elektroskop je uređaj ili mjerni instrument kojim se može pokazati je li neko tijelo električki nabijeno. Sastoji se od kućišta (najčešće metalnoga) i metalne šipke koja na jednom kraju (izvan kućišta) ima metalnu kuglu ili pločicu, a na drugome (u kućištu) obješena dva tanka metalna listića. Šipka je na kućište pričvršćena s pomoću izolatora. Ako se kuglica elektroskopa dodirne nekim naelektriziranim tijelom, šipka će se nabiti elektricitetom, pa i listići na njezinu kraju. Budući da su listići nabijeni istom vrstom elektriciteta, međusobno će se odbijati i razmaknuti. Razmak listića to je veći što je veća količina naboja dovedena na kuglicu elektroskopa. Elektroskop sa zlatnim listićima prvi je konstruirao engleski svećenik Abraham Bennet 1787. U praktičnoj su upotrebi danas elektroskopi s umjerenom (baždarenom) skalom otklona, na kojoj se direktno čita napon, odnosno električni naboj, ovisno o izvedbi. Takvi elektroskopi zovu se elektrometri ili elektrostatski voltmetri. Zbog velike osjetljivosti elektrometri se upotrebljavaju kao dozimetri za mjerenja u nuklearnoj fizici (ionizacija), a i za mjerenja vrlo visokih napona. Elektrometri mogu biti izvedeni na razne načine: Braunov s jednim listićem, Wulfov s dvjema nitima od kvarca, Thomsonov kvadratni elektrometar i tako dalje.